# John Gosden
Pour les articles homonymes, voir Gosden.
John Gosden (né le 30 mars 1951) est un entraîneur britannique de chevaux de courses, spécialisé dans les courses de plat.

## Carrière
Né à Hove, dans le Sussex, John Gosden est le fils de Towser Gosden, entraîneur à succès dans les années 50, vainqueur notamment des King George VI and Queen Elizabeth Diamond Stakes. Diplômé en économie à Cambridge, John Gosden commence comme assistant auprès de deux des plus grands entraîneurs des années 1970, Vincent O'Brien puis Noel Murless. Il s'exile ensuite en Californie où, durant dix ans, il remporte de nombreux succès, grâce notamment à Bates Motel, élu cheval d'âge de l'année aux États-Unis en 1983 ou Royal Heroine, lauréate du Mile lors de la première édition de la Breeders' Cup, et sacrée jument de l'année sur le gazon en 1984. Cet exil très réussi prend fin en 1989 lorsqu'il rentre au pays et s'installe à Newmarket. De là, il bâtit un palmarès exceptionnel, ayant entraîné plus de 3 000 vainqueurs, remporté plus de 100 groupe 1 dans le monde et a été sacré British Champion Trainer à quatre reprises (2012, 2015, 2018, 2019). Parmi ses plus grands succès, trois Prix de l'Arc de Triomphe avec ses champions Golden Horn et Enable, double lauréate en 2017 et 2018. En 2017, John Gosden est fait officier de l'Empire britannique et il reçoit en 2020 le Daily Telegraph Award of Merit pour l'ensemble de sa carrière. À partir de 2021, il s'associe avec son fils Thady, et présente désormais ses chevaux sous le nom John & Thady Gosden.

## Palmarès (groupe 1uniquement)
Grande–Bretagne
- Derby d'Epsom – 2 – Benny the Dip (1997), Golden Horn (2015)
- 1000 Guinées – 1 – Lahan (2000)
- Oaks – 4 – Taghrooda (2014), Enable (2017), Anapurna (2019), Soul Sister (2023)
- St. Leger Stakes – 5 – Shantou (1996), Lucarno (2007), Arctic Cosmos (2010), Masked Marvel (2011), Logician (2019)
- King George VI and Queen Elizabeth Diamond Stakes – 5 – Nathaniel (2011), Taghrooda (2014), Enable (2017, 2019, 2020)
- Fillies' Mile – 6 – Crystal Music (2000), Playful Act (2004), Nannina (2005), Rainbow View (2008), Inspiral (2021), Commissioning (2022)
- Nassau Stakes – 5 – Ryafan (1997), The Fugue (2012), Winsili (2013), Sultanina (2014), Nashwa (2022)
- Lockinge Stakes – 5 – Emperor Jones (1994), Virtual (2009), Palace Pier (2021), Audience (2024), Lead Artist (2025)
- Prince of Wales's Stakes – 5 – Muhtarram (1994, 1995), The Fugue (2014), Lord North (2020), Ombudsman (2025)
- Ascot Gold Cup – 5 – Stradivarius (2018, 2019, 2020), Courage Mon Ami (2023), Trawlerman (2025)
- Queen Elizabeth II Stakes – 4 – Observatory (2000), Raven's Pass (2008), Persuasive (2017), Roaring Lion (2018)
- Eclipse Stakes – 4 – Nathaniel (2012), Golden Horn (2015), Roaring Lion (2018), Enable (2019)
- Yorkshire Oaks – 4 – Dar Re Mi (2009), The Fugue (2013), Enable (2017, 2019)
- Goodwood Cup – 4 – Stradivarius (2017, 2018, 2019, 2020)
- Falmouth Stakes – 4 – Ryafan (1997), Elusive Kate (2013), Nazeef (2020), Nashwa (2023)
- St. James's Palace Stakes – 4 – Kingman (2014), Without Parole (2018), Palace Pier (2020), Field of Gold (2025)
- Coronation Stakes – 3 – Nannina (2006), Fallen For You (2012), Inspiral (2022)
- Middle Park Stakes – 2 – Oasis Dream (2002), Shaala (2015)
- British Champions Fillies' and Mares' Stakes – 3 – Journey (2016), Star Catcher (2019), Emily Upjohn (2022)
- International Stakes – 3 – Roaring Lionn (2018), Mishriff (2021), Mostahdaf (2023)
- Champion Stakes – 2 – Cracksman (2017, 2018)
- Sussex Stakes – 2 – Kingman (2014), Too Darn Hot (2019)
- Coronation Cup – 2 – Cracksman (2018), Emily Upjohn (2023)
- Golden Jubilee Stakes – 1 – Malhub (2002)
- Haydock Sprint Cup – 1 – Wolfhound (1993)
- July Cup – 1 – Oasis Dream (2003)
- Nunthorpe Stakes – 1 – Oasis Dream (2003)
- Cheveley Park Stakes – 1 – Prophecy (1993)
- Dewhurst Stakes – 1 – Too Darn Hot (2018)
- Sun Chariot Stakes – 1 – Nazeef (2020)
- Queen Anne Stakes –  1 –  Palace Pier (2021)

 Irlande
- Irish Derby – 1 – Jack Hobbs (2015)
- Irish Oaks – 3 – Great Heavens (2012), Enable (2017), Star Catcher (2019)
- Irish 2000 Guineas – 1 – Kingman (2014), Field of Gold (2025)
- Irish St Leger – 2 – Mashaallah (1992), Duncan (2011)
- Irish Champion Stakes – 4 – Muhtarram (1993), The Fugue (2013), Golden Horn (2015), Roaring Lion (2018)
- Pretty Polly Stakes – 3 – Del Deya (1994), Dar Re Mi (2009), Izzi Top (2012)
- Matron Stakes – 1 – Rainbow View (2009)

 France
- Prix de l'Arc de Triomphe — 3 — Golden Horn (2015), Enable (2017, 2018)
- Prix du Jockey-Club – 1 – Mishriff (2020)
- Prix de Diane – 2 – Star of Seville (2015)f
- Poule d'Essai des Pouliches – 2 – Valentine Waltz (1999), Zenda (2002)
- Prix Jacques Le Marois – 5 – Kingman (2014), Palace Pier (2020, 2021), Inspiral (2022, 2023)
- Prix Marcel Boussac – 3 – Ryafan (1996), Sulk (2001), Elusive Kate (2011)
- Prix de la Forêt – 2 – Wolfhound (1992), Mount Abu (2001)
- Prix Rothschild – 2 – Elusive Kate (2012, 2013)
- Prix Jean Prat – 2 – Torrential (1995), Too Darn Hot (2019)
- Prix de Royallieu – 2 – Anapurna (2019), Loving Dream (2021)
- Prix de l'Abbaye de Longchamp – 1 – Keen Hunter (1991)
- Prix Lupin – 1 – Flemensfirth (1995)
- Prix de la Salamandre – 1 – Lord of Men (1995)
- Prix d'Ispahan – 1 – Observatory (2001)
- Prix Maurice de Gheest – 1 – May Ball (2002)
- Prix Morny – 1 – Shaala (2015)
- Prix Ganay – 1 – Cracksman (2018)
- Grand Prix de Saint-Cloud – 1 – Coronet (2019)
- Prix Jean Romanet – 1 – Coronet (2019)
- Prix Vermeille – 1 – Star Catcher (2019)

 États–Unis
- Breeders' Cup Classic – 1 – Raven's Pass (2008)
- Breeders' Cup Mile – 1 – Royal Heroine (1984)
- Breeders' Cup Turf – 1 – Enable (2018)
- Breeders' Cup Juvenile Turf – 2 – Donativum (2008), Pounced (2009)
- Arlington Million – 1 – Debussy (2010)
- Hollywood Turf Cup – 3 – Alphabatim (1984, 1986), Zoffany (1985)
- Del Mar Handicap – 3 – Bel Bolide (1983), Barberstown (1985), Sword Dance (1988)
- Beverly Hills Handicap – 2 – Absentia (1983), Royal Heroine (1984)
- San Antonio Handicap – 2 – Bates Motel (1983), Hatim (1986)
- Matriarch Stakes – 2 – Royal Heroine (1984), Asteroid Field (1987)
- Yellow Ribbon Stakes – 2 – Bonne Ile (1986), Ryafan (1997)
- Hollywood Derby – 2 – Royal Heroine (1983), Seek Again (2013)
- Philip H. Iselin Handicap – 1 – Bates Motel (1983)
- Santa Anita Handicap – 1 – Bates Motel (1983)
- Carleton F. Burke Handicap – 1 – Bel Bolide (1983)
- San Luis Rey Handicap – 1 – Zoffany (1987)
- Clement L. Hirsch Turf Championship Stakes – (1) – Allez Milord (1987)
- Ramona Handicap – 1 – Annoconnor (1988)
- Vanity Handicap – 1 – Annoconnor (1988)
- Pacific Classic Stakes – 1 – Tinners Way (1994)
- Queen Elizabeth II Challenge Cup Stakes – 1 – Ryafan (1997)

 Italie
- Gran Premio del Jockey Club – 1 – Shantou (1996)
- Gran Premio di Milano – 2 – Mashaallah (1992), Shantou (1997)
- Premio Presidente della Repubblica – 1 – Muhtarram (1994)
- Premio Roma – 2 – Knifebox (1993), Flemensfirth (1996)

 Allemagne
- Grosser Preis von Baden – 1 – Mashaallah (1992)
- Preis der Diana – 1 – Miss Yoda (2020)

 EAU
- Dubaï Sheema Classic – 3 – Dar Re Mi (2010), Jack Hobbs (2017), Mishriff (2021)
- Dubaï Turf – 3 – Lord North (2021, 2022, 2023)

 Arabie Saoudite
- Saudi Cup – 1 – Mishriff (2021)